# Lledó
Lledó è un comune spagnolo di 209 abitanti situato nella comunità autonoma dell'Aragona.
Appartiene alla Frangia d'Aragona. La lingua d'uso del paese, è, da sempre, una variante del catalano occidentale.